# Wallend Glacier
Wallend Glacier är en glaciär i Antarktis. Den ligger i Västantarktis. Argentina, Chile och Storbritannien gör anspråk på området. Wallend Glacier ligger 1 248 meter över havet.
Terrängen runt Wallend Glacier är varierad. Trakten är obefolkad. Det finns inga samhällen i närheten.